# Éditions Gallimard

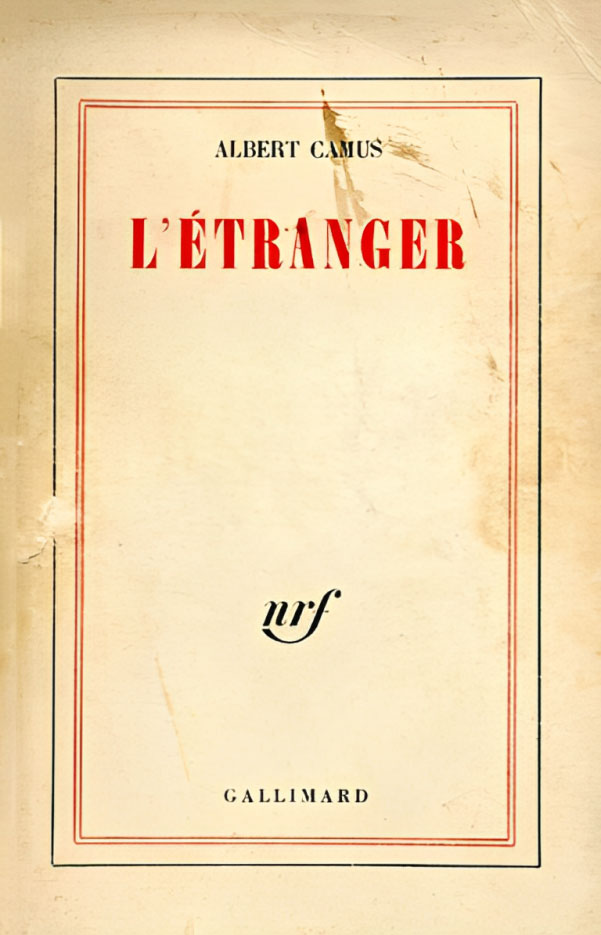
Albert Camus Roman Der Fremde (1942) in dem für die Nouvelle Revue Française klassischen Buchumschlag

Die Éditions Gallimard sind ein bedeutendes französisches Verlagshaus. Der Verlag hat seinen Stammsitz in der nach dem Gründer des Verlages, Gaston Gallimard, benannten Straße im 7. Arrondissement in Paris. Der Verlag wurde im Jahr 1911 in Paris unter der Ägide von Gaston Gallimard, André Gide und Jean Schlumberger in Zusammenhang mit der Herausgabe der Nouvelle Revue Française gegründet.
Die Éditions Gallimard zählen gemeinhin zu den prestigeträchtigsten und einflussreichsten Verlagshäusern französischer Sprache. Zu den Autoren des Verlages gehören unter anderem 38 Träger des Nobelpreises für Literatur, 39 Träger des Prix Goncourt und zehn Träger des Pulitzer-Preises.

## Geschichte
Gegründet wurde das Verlagshaus 1911 von Gaston Gallimard, der gemeinsam mit André Gide und Jean Schlumberger die Idee hatte, der damals drei Jahre alten Zeitschrift Nouvelle Revue Française einen Buchverlag anzugliedern. Die ersten drei Bücher – L’Otage (Die Geisel) von Paul Claudel, Isabelle von André Gide und La Mère et l’enfant von Charles-Louis Philippe – erschienen im Juni 1911 unter der Verlagsbezeichnung Les Éditions de la Nouvelle Revue Française (NRF). Daraus leitet sich das stilisierte Logo nrf ab, das auch heute noch auf vielen Büchern des Verlags zu finden ist.
Nach dem Zweiten Weltkrieg wurde von Marcel Duhamel im Gallimard-Verlag die Série noire („Schwarze Reihe“) gegründet, eine französische Reihe von Kriminalromanen US-amerikanischer Herkunft, den sogenannten „Thrillern“. Diese eigenständig, französisch geprägte Gattung war entscheidend verantwortlich für die rasante Entwicklung des Roman noir in Frankreich.
Seit 1992 sind die Éditions Gallimard im Besitz der übergeordneten Holding Madrigall. Zu dieser gehören seit 2015 neben Gallimard auch Flammarion und andere Verlagshäuser. Das Unternehmen wird vom Enkel des Gründers, Antoine Gallimard, geführt. Laut The Guardian profitierten die Éditions Gallimard selbst 2000 noch von André Gide, der gleichsam als Talentsucher die beste „Backlist“ im internationalen Verlagsgeschäft geschaffen habe. Allein 2003 veröffentlichte der Verlag 1418 Einzeltitel. Insgesamt umfasst das laufende Verlagsprogramm rund 17.000 Titel von ca. 7000 Autoren, darunter:
Marcel Proust, André Gide, Milan Kundera, Georges Simenon, Saint-John Perse, Antonin Artaud, Jean-Paul Sartre, Simone de Beauvoir, Albert Camus, Louis-Ferdinand Céline, Jean Genet, René Char, Louis Aragon, Pierre Klossowski, Élisabeth Gille, André Malraux, Léo Malet, Philippe Djian, Jean-Claude Izzo, Antoine de Saint-Exupéry, Raymond Queneau, Marguerite Yourcenar, Eugène Ionesco, Georges Schehadé, Nathalie Sarraute, Marguerite Duras, Jean-Patrick Manchette, Pascal Quignard, Michel Tournier, Patrick Modiano, Jean-Marie Gustave Le Clézio, Lydie Salvayre und Édouard Glissant.
Das Unternehmen machte im Jahr 2003 mit eintausend Mitarbeitern einen Umsatz von 226 Millionen Euro. Im Jahr 2011 wurde in der Bibliothèque nationale de France anlässlich des hundertjährigen Jubiläums eine Ausstellung zur Verlagsgeschichte ausgerichtet.
Gallimard beabsichtigte, die antisemitischen Pamphlete Bagatelle pour un massacre (1937), L’École des cadavres (1938) und Les Beaux Draps (1941) von Louis-Ferdinand Céline im Jahre 2018 in Neuauflage herauszubringen. Dies führte in Frankreich zu heftigem Widerspruch. Zwar versicherte der Verlag, diese Texte nur mit ausführlichem Kommentar und entsprechendem Vorwort zu drucken, doch in einer Zeit ansteigender antisemitischer Vorfälle hoben kritische Stimmen wie etwa Serge Klarsfeld die Gefährlichkeit eines solchen Unternehmens hervor. Am 11. Januar 2018 stellte Herausgeber Antoine Gallimard das Projekt ein.
Im Juni 2021 kündigten die Éditions de Minuit und Madrigall, Muttergesellschaft der Éditions Gallimard, gemeinsam an, dass Madrigall ab Januar 2022 die Éditions de Minuit übernimmt. Neuer Leiter der Éditions de Minuit wird Thomas Simonnet.

## Untergliederung

### Verlagshäuser
- Éditions Denoël
- Les Éditions du Mercure de France
- Nouveaux Loisirs (Touristik)
- Futuropolis
- Gallimard Jeunesse
- P.O.L. (88 %)
- Les Éditions de la Table Ronde

### Vertrieb und Distribution
- SODIS
- SOCADIS (Joint Venture mit Flammarion)
- Centre de Diffusion de l’Édition
- France Export Diffusion

## Programmreihen
| - L’Arbalète/Gallimard - L’Arpenteur - L’Aube des peuples - Bibliothèque de la Pléiade - Bibliothèque des histoires - La Bibliothèque Gallimard - Bibliothèque des idées - Bibliothèque des sciences humaines - La Blanche - Le Cabinet des Lettrés - Les Cahiers de la Nrf - Le Chemin - Connaissance de l’inconscient - Connaissance de l’Orient - Continents noirs - Le Débat - Découvertes Gallimard | - Du Monde entier - Folio - Folio essais - Folio histoire - Folio actuel - Folio bilingue - Folio théâtre - Folio plus - Foliothèque - Folio classique - Folio policier - Folio SF - Folio documents - Folio 2 € - Folioplus classiques - Haute enfance | - L’Imaginaire - L'Infini - Joëlle Losfeld - Livres d’art - NRF Biographies - NRF Essais - La Noire - Poésie/Gallimard - Le Promeneur - Quarto - Les Racines du Savoir - Série noire - Le Temps des images - L’Univers des formes - L’Un et l’autre |

## Film
- Im Reich der Bücher. Gallimard. (OT: Gallimard, Le Roi Lire.) Dokumentarfilm, Frankreich, 2011, 93:20 Min., Buch und Regie: William Karel, Produktion: Films du Bouloi, arte France, INA, France Télévisions, deutsche Erstsendung: 10. Februar 2014 bei arte, Inhaltsangabe von arte.